# 穆斯廷
穆斯廷（德語：Mustin）是德国石勒苏益格-荷尔斯泰因州的一个市镇。总面积11.88平方公里，总人口725人，其中男性360人，女性365人（2011年12月31日），人口密度61人/平方公里。